# Лестница Гана
Лестница Гана (эст. Hahni trepp) — инженерное сооружение-достопримечательность в исторической части города Нарва.

## История

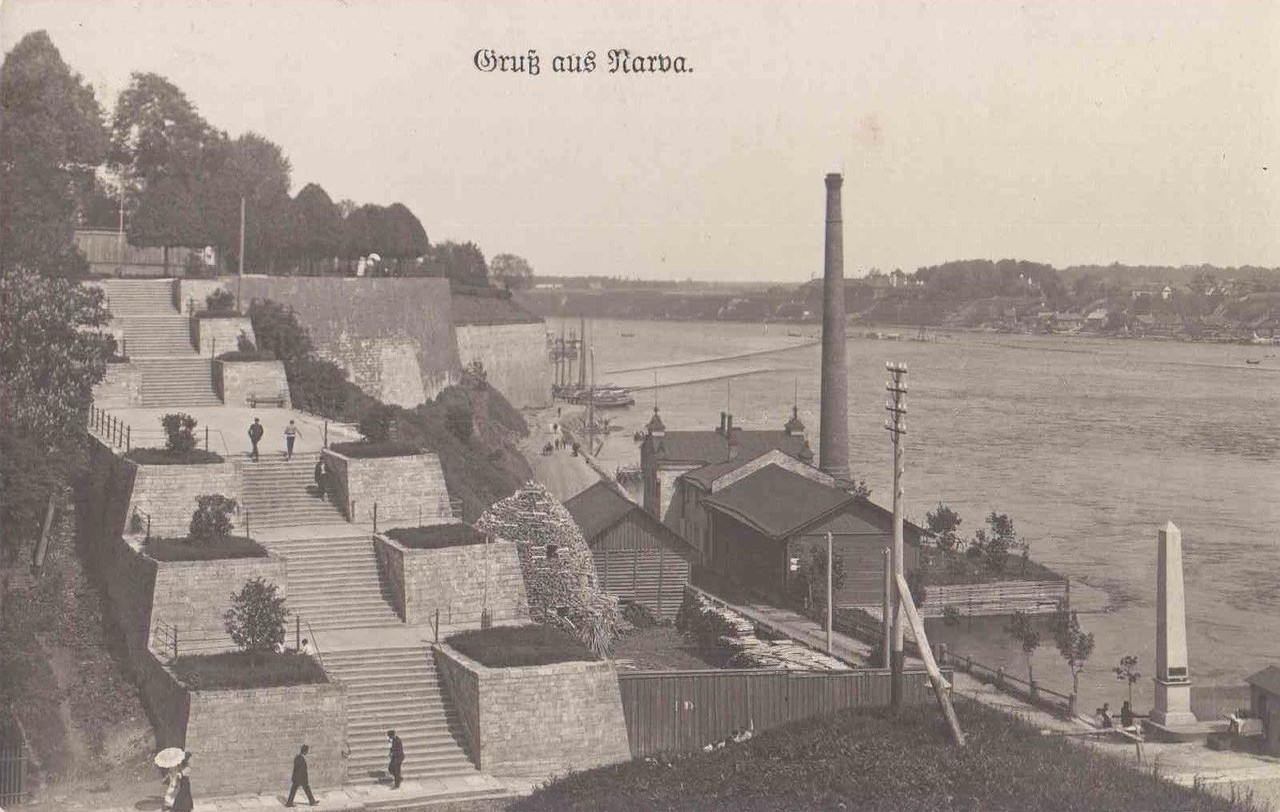
Лестница Гана (дореволюционное фото)

Построена в 1875 году в южной части городского «Темного сада», как спуск от улицы Койдула вниз к реке Нарова. Инициатором строительства выступил мэр Нарвы А. Ган, имя которого лестница и получила.
Также, как и весь Старый город, сильно пострадала в годы Великой Отечественной войны.
Первоначально была длиннее, но при строительстве нового моста через Нарову нижний марш лестницы оказался засыпан землёй.
С организацией пограничного перехода у моста через Нарову в этой части Петербургского шоссе лестница утратила свою функцию, поскольку пограничная зона перекрыла нижнюю часть лестницы.